# Paul Alger
Paul Alger (* 13. August 1943 in Waldbröl; † 14. Juni 2025) war ein deutscher Fußballspieler. Der Offensivspieler hatte in der Saison 1967/68 als Amateurnationalspieler beim 1. FC Köln ein Spiel in der Fußball-Bundesliga absolviert. Von 1968 bis 1970 hatte der Angreifer in der zweitklassigen Fußball-Regionalliga West bei SC Viktoria Köln 53 Ligaspiele bestritten und acht Tore erzielt. Alger kam in der Amateurnationalmannschaft des DFB von 1967 bis 1970 in 17 Länderspielen (4 Tore) zum Einsatz.

## Laufbahn
Alger verbrachte seine Kindheit und Jugend in Köln; zuerst im Stadtteil Marienburg, ab 1954 in Köln-Klettenberg. Seine ersten Versuche im Vereinssport Fuß zu fassen, sammelte er im Hockey und Feldhandball, ehe er sich ab Februar 1957 der Jugendabteilung des 1. FC Köln anschließen konnte. Der gelernte Mittelstürmer, der aber auch auf beiden Flügeln spielen konnte, durchlief vier Jahre die Förderung in der FC-Jugend und wurde 1962 in die 1. Amateurmannschaft übernommen. Der beidfüssig schussstarke Angreifer wurde Stammspieler in der Mittelrheinauswahl und gewann mit den FC-Amateuren 1965 und 1967 die Meisterschaft in der Mittelrheinliga. Mit dem 15. Juli 1966 wurde Alger Lizenzspieler beim 1. FC Köln; der Vertrag wurde aber bereits im September 1966 wieder gelöst und Alger kehrte zu den FC-Amateuren zurück. Er gab seiner Karriere als Bankkaufmann den Vorrang. Als er in der Saison 1967/68 mit den FC-Amateuren die Vizemeisterschaft feiern konnte, wurde er am 16. März 1968 gegen Borussia Neunkirchen in der 46. Minute für Jürgen Jendrossek als Mittelstürmer im Angriff der Bundesligamannschaft von Trainer Willy Multhaup bei einem 2:1-Heimerfolg eingewechselt. Beim Gewinn des DFB-Pokal 1968 des 1. FC Köln kam Alger nicht zum Einsatz. Der Stürmer schloss sich zur Saison 1968/69 dem SC Viktoria Köln in der zweitklassigen Regionalliga West an, behielt aber weiterhin den Amateurstatus bei.
Er debütierte in der Regionalliga am 18. August 1968 bei einem 1:1-Auswärtsremis gegen den Lüner SV. Neben Mitspielern wie Torhüter Anton Schumacher, Reinhold Wischnowsky, Karl-Heinz Ripkens und FC-Legende Hans Sturm absolvierte er 27 Ligaspiele und erzielte beim Belegen des 16. Ranges fünf Tore. In seiner zweiten Regionalligarunde 1969/70 belegte er mit der Viktoria den 12. Rang und hatte in 26 Ligaeinsätzen drei Tore erzielt. Er kehrte zur Saison 1970/71 wieder zu den FC-Amateuren zurück und wurde am Rundenende erneut hinter dem amtierenden deutschen Amateurmeister SC Jülich 1910 Vizemeister in der Mittelrheinliga. Danach schloss sich Alger dem Bonner SC an und wurde auf Anhieb 1971/72 Meister. In der Aufstiegsrunde zur Regionalliga erreichte er mit Bonn aber lediglich den 3. Platz.
Ab 1973 war er für drei Spieljahre Spielertrainer bei DJK Südwest Köln, ehe er von 1976 bis 1981 das Traineramt bei der DJK Teutonia Widdersdorf bekleidete. Beruflich hat der praktizierende Katholik 22 Jahre als Personalleiter einer Bank gearbeitet, danach die gleiche Funktion bei einem Luftfahrtunternehmen ausgeübt.
Während seiner aktiven Zeit bestritt er zwischen 1967 und 1970 siebzehn Länderspiele für die damals noch bestehende Deutsche Amateur-Nationalmannschaft, in denen ihm 4 Tore gelangen. Sein Debüt im DFB-Team gab er am 12. April 1967 gegen die Niederlande. Die Deutschen gewannen mit 4:0, wobei Alger gleich einen Treffer beisteuern konnte. Gemeinsam mit seinen zwei Mannschaftskameraden von den FC-Amateuren, Helmut Bergfelder und Werner Thelen, nahm er mit den DFB-Amateuren auch an der Länderspielreise nach Asien Ende Dezember 1967 bis Mitte Januar 1968 mit mehreren Länderspielen teil.
Alger starb 2025 im Alter von 81 Jahren.

## Erfolge
- 1968 DFB-Pokal-Sieger (ohne Einsatz)